# Havekost (Lauenburg)
Havekost er en kommune i det nordlige Tyskland, beliggende i Amt Schwarzenbek-Land i den sydvestlige del af Kreis Herzogtum Lauenburg. Kreis Herzogtum Lauenburg ligger i delstaten Slesvig-Holsten.

## Geografi
Havekost ligger fem kilometer nord for Schwarzenbek og ca. 27 km øst for Hamborg. Fra 1887 til 1976 havde Havekost station på jernbanen mellem Schwarzenbek og Bad Oldesloe.